# Championnats du monde de ski alpin handisport
Les Championnats du monde de ski alpin handisport réunissent des athlètes handicapés de tous pays pour des épreuves handisports. Y participent des athlètes handicapés physiques ou visuels (amputés, aveugles, infirmes moteurs, cérébraux ou en fauteuil roulant, ou tout autre handicap physique) ainsi que les athlètes handicapés mentaux. Ils sont organisés par le Comité international paralympique et ont lieu tous les deux ans les années impaires. La dernière édition s'est déroulée à Lillehammer en 2022.

## Éditions
| Année | Lieu                                  | Pays             | Événement                                    | Remarques                                            |
| ----- | ------------------------------------- | ---------------- | -------------------------------------------- | ---------------------------------------------------- |
| 1972  | Courchevel                            | France           | Jeux mondiaux d'hiver                        | N'est considéré comme un championnat du monde        |
| 1974  | Le Grand-Bornand                      | France           | Championnats du monde de ski                 |                                                      |
| 1978  |                                       | ?                | Championnats du monde de ski pour handicapés |                                                      |
| 1982  | Alpes Vaudoises                       | Suisse           | Championnats du monde de ski pour handicapés | Les Diablerets, Gryon, Leysin, Les Mosses et Villars |
| 1986  | Sälen                                 | Suède            | Championnats du monde de ski pour handicapés |                                                      |
| 1990  | Winter Park, Colorado                 | États-Unis       | Championnats du monde de ski pour handicapés |                                                      |
| 1996  | Lech                                  | Autriche         | Championnats du monde de ski pour handicapés |                                                      |
| 2000  | Anzère                                | Suisse           | Championnats du monde de ski pour handicapés |                                                      |
| 2004  | Wildschönau                           | Autriche         | Championnats du monde de ski IPC             |                                                      |
| 2007  | Klosters                              | Suisse           | Annulé                                       |                                                      |
| 2009  | High1 Resort, Jeongseon (Pyeongchang) | Corée du Sud     | Championnats du monde de ski IPC             |                                                      |
| 2011  | Sestriere                             | Italie           | Championnats du monde de ski IPC             |                                                      |
| 2013  | La Molina                             | Espagne          | Championnats du monde de ski IPC             |                                                      |
| 2015  | Panorama                              | Canada           | Championnats du monde de ski IPC             |                                                      |
| 2017  | Tarvisio                              | Italie           | Championnats du monde de ski IPC             |                                                      |
| 2019  | Sella Nevea & Kranjska Gora           | Italie/ Slovénie | Championnats du monde de ski IPC             |                                                      |
| 2022  | Lillehammer                           | Norvège          | Championnats du monde de ski IPC             |                                                      |
| 2023  | Espot                                 | Espagne          | Championnats du monde de ski IPC             |                                                      |